# All-trans-8'-apo-β-カロテナール-15,15'-オキシゲナーゼ
all-trans-8'-apo-β-カロテナール-15,15'-オキシゲナーゼ（all-trans-8'-apo-β-carotenal 15,15'-oxygenase）は、次の化学反応を触媒する酸化還元酵素である。
all-trans-8'-apo-β-カロテナール + O2 {\displaystyle \rightleftharpoons } all-trans-レチナール + (2E,4E,6E)-2,6-ジメチルオクタ-2,4,6-トリエンジアール
この酵素の基質はall-trans-8'-apo-β-カロテナールとO2で、生成物はall-trans-レチナール、(2E,4E,6E)-2,6-ジメチルオクタ-2,4,6-トリエンジアールである。
この酵素は酸化還元酵素に属し、基質に特異的に作用する。酸素は酸化剤として還元されると同時に基質に取り込まれる。組織名はall-trans-8'-apo-β-carotenal:oxygen 15,15'-oxidoreductase (bond-cleaving)で、別名にDiox1、ACO、8'-apo-β-carotenal 15,15'-oxygenase がある。